# 森優太
森 優太（もり ゆうた、1985年 - ）は、日本の作曲家、音楽プロデューサー。愛知県出身。

## 作品

### 映画
- 男子高校生の日常（2013年、監督：松居大悟）
- ＃ハンド全力（2020年、監督：松居大悟）
- 恋するけだもの（2020年、監督：白石晃士）
- くれなずめ（2021年、監督：松居大悟）
- 明け方の若者たち（2021年、監督：松本花奈）
- ちょっと思い出しただけ（2022年、監督：松居大悟）
- 愛してる!（2022年、監督：白石晃士）
- 手（2023年、監督：松居大悟）
- 朽ちないサクラ（2024年、監督：原廣利）

### テレビドラマ
- グッド・バイ（2018年、テレビ大阪）
- ホリミヤ（2021年、毎日放送）
- 海の見える理髪店（2022年、NHK BS8K）
- あなたのブツが、ここに（2022年、NHK総合）
- 壁サー同人作家の猫屋敷くんは承認欲求をこじらせている（2022年、ABCテレビ[2]）
- 忘恋剤（2023年、NHK総合）
- 連続テレビ小説 虎に翼（2024年、NHK総合[3]）
- 問題物件（2025年、フジテレビ）
- イグナイト -法の無法者-（2025年、TBS）

### 舞台
- ポポリンピック（2020年、ゴジゲン[4]）
- CONTEMPORARY STAGE『ケイ×ヤク』（2023年）[5]

### その他
- 映画 モンスター（2013年、監督：大九明子） - 挿入曲「One lies」プロデュース